# 西南石韦
西南石韦（学名：Pyrrosia gralla）为水龙骨科石韦属下的一个种。

## 扩展阅读
- 維基物種上的相關：西南石韦